# Logandeng (Playen)
Logandeng is een bestuurslaag in het regentschap Gunung Kidul van de provincie Jogjakarta, Indonesië. Logandeng telt 7738 inwoners (volkstelling 2010).